# Трійка воїнів
Трійка воїнів або Трійця воїнів (англ. Warriors Three) — вигадана команда з трьох персонажів, що з'являються в американських коміксах, виданих видавництвом Marvel Comics. Персонажі виконували роль другорядних героїв коміксів про супергероя-бога Тора. Трійка воїнів — це асґардійці Фандрал, Гоґун і Вольстаґґ. Хоча персонажі є богами Асґарду, вони є оригінальними творіннями Marvel Comics, а не засновані на персонажах скандинавської міфології.
Група асґардійців з'являлась у трьох фільмах, що є частиною кіновсесвіту Marvel: «Тор» (2011), «Тор: Царство темряви» (2013) та «Тор: Раґнарок» (2017). Вони згадувались у четвертій частині кінострічок про Тора — «Тор: Любов і грім» (2022).

## Історія публікації
Фандрал, Гоґун і Вольстаґґ вперше з'явилися в «Journey into Mystery» #119 (серпень 1965) і були створені Стеном Лі та Джеком Кірбі. Однак, вони вперше згадуються під назвою «Трійка воїнів» саме на сторінці листів у «Thor» #244 (лютий 1976).
Хоча вони не були засновані на міфологічних норвезьких персонажах, кожен з них був натхненний з іншого джерела, Фандрал був заснований на акторі Ерролі Флінні, Гоґун — на акторі Чарльзі Бронсоні, а Вольстаґґ був змодельований за зразком шекспірівського Фальстафа.
Трійка воїнів з'являлись у випуску #30 пробної серії «Marvel Spotlight». Хоча це не призвело до того, що персонажі отримали власну серію, комедійний випуск став фаворитом фанатів і був процитований письменником Леном Вейном як одна з його улюблених історій.
Наприкінці 2010 року (з датами обкладинки січень-квітень 2011 року) Трійка воїнів нарешті отримали власну мінісерію з чотирьох випусків, написану Біллом Віллінґемом та проілюстровану Нілом Едвардсом.

## Постійний склад
| Персонаж          | Перша поява                 | Перша поява  | Творці              |
| Персонаж          | Випуск                      | Дата         | Творці              |
| ----------------- | --------------------------- | ------------ | ------------------- |
| Гоґун Похмурий    | «Journey into Mystery» #119 | Серпень 1965 | Стен Лі; Джек Кірбі |
| Фандрал Стрімкий  | «Journey into Mystery» #119 | Серпень 1965 | Стен Лі; Джек Кірбі |
| Вольстаґґ Дебелий | «Journey into Mystery» #119 | Серпень 1965 | Стен Лі; Джек Кірбі |

## Колекційні видання
| Назва                             | Випуски                                                           | Кількість сторінок | Дата видання   | ISBN                              | ASIN            | Примітки |
| --------------------------------- | ----------------------------------------------------------------- | ------------------ | -------------- | --------------------------------- | --------------- | -------- |
| Thor: The Warriors Three          | Marvel Spotlight (1971) #30; Marvel Fanfare (1982) #13, 34–37     | 136 стор.          | 8 вересня 2010 | ISBN 0785144803 та 978-0785144809 |                 | [ 5 ]    |
| Warriors Three: Dog Day Afternoon | Warriors Three #1–4, Tales to Astonish #101; Incredible Hulk #102 | 147 стор.          | 28 січня 2016  |                                   | ASIN B01AITDQKI | [ 6 ]    |